# Logan Lerman
Logan Wade Lerman (ur. 19 stycznia 1992 w Beverly Hills) – amerykański aktor. Znany z roli tytułowej w filmach przygodowych Percy Jackson i bogowie olimpijscy: Złodziej pioruna, Percy Jackson: Morze potworów oraz Trzej muszkieterowie. Lerman zaczął pojawiać się w reklamach w połowie lat 90. Wystąpił w serialu Jack & Bobby (2004–2005) jako Bobby McCallister, a także w filmach - Efekt motyla (2004) i Charlie (2012) w roli tytułowej.

## Życiorys
Urodził się w Beverly Hills w Kalifornii w rodzinie żydowskiej. Jego matka, Lisa (z domu Goldman), pracuje jako jego kierownik, a jego ojciec, Larry Lerman, jest biznesmenem. Ma dwójkę rodzeństwa, Lindsey i Lucasa.

## Kariera aktorska
W wieku 4 lat miał już swojego agenta i występował w reklamach. Jego pierwszą rolą na dużym ekranie była postać Williama, najmłodszego syna Mela Gibsona w Patriocie (2000). Jeszcze w tym samym roku wystąpił ponownie z Gibsonem w komedii Czego pragną kobiety, jako młody Nick Marshall. Po małej roli w Chłopakach mojego życia (2001), wystąpił w filmie Malowany dom, który był adaptacją prozy Johna Grishama.
Wcielił się w młodszą wersję bohatera odgrywanego przez Ashtona Kutchera w Efekcie motyla (2004). Potem wystąpił gościnnie w serialu Zawód glina oraz jako Bobby (Robert) McCallister w filmie Jack & Bobby (2004), gdzie gra chłopaka, który w przyszłości chce być prezydentem USA. W 2006 roku zagrał główną rolę jako dwunastoletni Roy w filmie 'Sowie pole'. W 2009 zagrał w filmie Gamer jako Simon. Zagrał również główną rolę w filmie Percy Jackson i bogowie olimpijscy: Złodziej pioruna (2010) i D’Artagnana w filmie Trzej muszkieterowie (2011). W filmie Charlie (2012) u boku Emmy Watson zagrał tytułową rolę. W sierpniu 2013 ukazała się druga część przygód Percy’ego Jacksona, Percy Jackson: Morze potworów. Aktor był też brany pod uwagę do roli Claya w serialu Trzynaście powodów.

## Filmografia
| Filmy     | Filmy                                              | Filmy                                                | Filmy                       |
| Rok       | Tytuł (w języku angielskim)                        | Tytuł (w języku polskim)                             | Rola                        |
| --------- | -------------------------------------------------- | ---------------------------------------------------- | --------------------------- |
| 2000      | What Women Want                                    | Czego pragną kobiety                                 | Młody Nick Marshall         |
| 2000      | The Patriot                                        | Patriota                                             | William Martin              |
| 2001      | Riding in Cars with Boys                           | Chłopaki mojego życia                                | Jason, 8 lat                |
| 2004      | The Butterfly Effect                               | Efekt motyla                                         | Evan Treborn, 8 lat         |
| 2006      | Hoot                                               | Sowie pole                                           | Roy Eberhardt               |
| 2007      | The Number 23                                      | Numer 23                                             | Robin Sparrow               |
| 2007      | 3:10 to Yuma                                       | 3:10 do Yumy                                         | William Evans               |
| 2008      | Meet Bill                                          | Bill                                                 | "Dzieciak"                  |
| 2009      | Gamer                                              | Gamer                                                | Simon Silverton             |
| 2009      | My One and Only                                    | Zawsze tylko ty                                      | Mike O’Donnell (nastolatek) |
| 2010      | Percy Jackson & the Olympians: The Lightning Thief | Percy Jackson i bogowie olimpijscy: Złodziej pioruna | Percy Jackson               |
| 2011      | The Three Musketeers                               | Trzej muszkieterowie                                 | D’Artagnan                  |
| 2012      | The Perks of Being a Wallflower                    | Charlie                                              | Charlie                     |
| 2012      | Stuck in love                                      | Bez miłości ani słowa                                | Lou                         |
| 2013      | Percy Jackson: The Sea of Monsters                 | Percy Jackson: Morze potworów                        | Percy Jackson               |
| 2014      | Fury                                               | Furia                                                | Norman „Maszyna” Ellison    |
| 2014      | Noah                                               | Noe: Wybrany przez Boga                              | Cham                        |
| 2016      | Indignation                                        | Indignation                                          | Marcus                      |
| 2017      | Sidney Hall                                        | Sidney Hall                                          | Sidney Hall                 |
| 2019      | End of Sentence                                    |                                                      | Sean Fogle                  |
| 2020      | Shirley                                            | Shirley                                              | Fred Nemser                 |
| Telewizja |                                                    |                                                      |                             |
| Rok       | Serial (angielski tytuł)                           | Serial (polski tytuł)                                | Rola                        |
| 2003      | A Painted House                                    | Malowany dom                                         | Luke Chandler               |
| 2003      | 10-8: Officers on Duty                             | Zawód glina                                          | Bobby Justo                 |
| 2003      | The Flannerys                                      |                                                      |                             |
| 2004–2005 | Jack & Bobby                                       | Jack & Bobby                                         | Robert McCallister          |
| 2020      | Hunters                                            | Hunters                                              | Jonah Heidelbaum            |

## Nagrody
| Nagrody i nominacje | Nagrody i nominacje               | Nagrody i nominacje                                   | Nagrody i nominacje                                  | Nagrody i nominacje |
| Rok                 | Nagroda                           | Kategoria                                             | Film                                                 | Wynik               |
| ------------------- | --------------------------------- | ----------------------------------------------------- | ---------------------------------------------------- | ------------------- |
| 2001                | Nagroda Młodych Artystów          | Całokształt pracy w filmie                            | Patriota                                             | Nominacja           |
| 2004                | Nagroda Młodych Artystów          | Najlepsza rola w filmie TV, miniserialu lub specjalna | Malowany dom                                         | Wygrana             |
| 2005                | Nagroda Młodych Artystów          | Najlepsza rola w serialu TV                           | Jack & Bobby                                         | Wygrana             |
| 2007                | Nagroda Młodych Artystów          | Najlepsza rola w filmie                               | Sowie pole                                           | Wygrana             |
| 2008                | Nagroda Młodych Artystów          | Najlepsza rola w filmie                               | 3:10 do Yumy                                         | Nominacja           |
| 2008                | Nagroda Gildii Aktorów Ekranowych | Najlepszy filmowy zespół aktorski                     | 3:10 do Yumy                                         | Nominacja           |
| 2010                | MTV                               | Przełomowa rola męska                                 | Percy Jackson i bogowie olimpijscy: Złodziej pioruna | Nominacja           |
| 2010                | MTV                               | Najlepsza scena walki                                 | Percy Jackson i bogowie olimpijscy: Złodziej pioruna | Nominacja           |
| 2013                | Teen Choice                       | Najlepszy aktor dramatyczny                           | The Perks of Being a Wallflower                      | Wygrana             |